# Vysoké Mýto
Vysoké Mýto (in tedesco Hohenmauth) è una città della Repubblica Ceca facente parte del distretto di Ústí nad Orlicí, nella regione di Pardubice.